# Japan Foundation

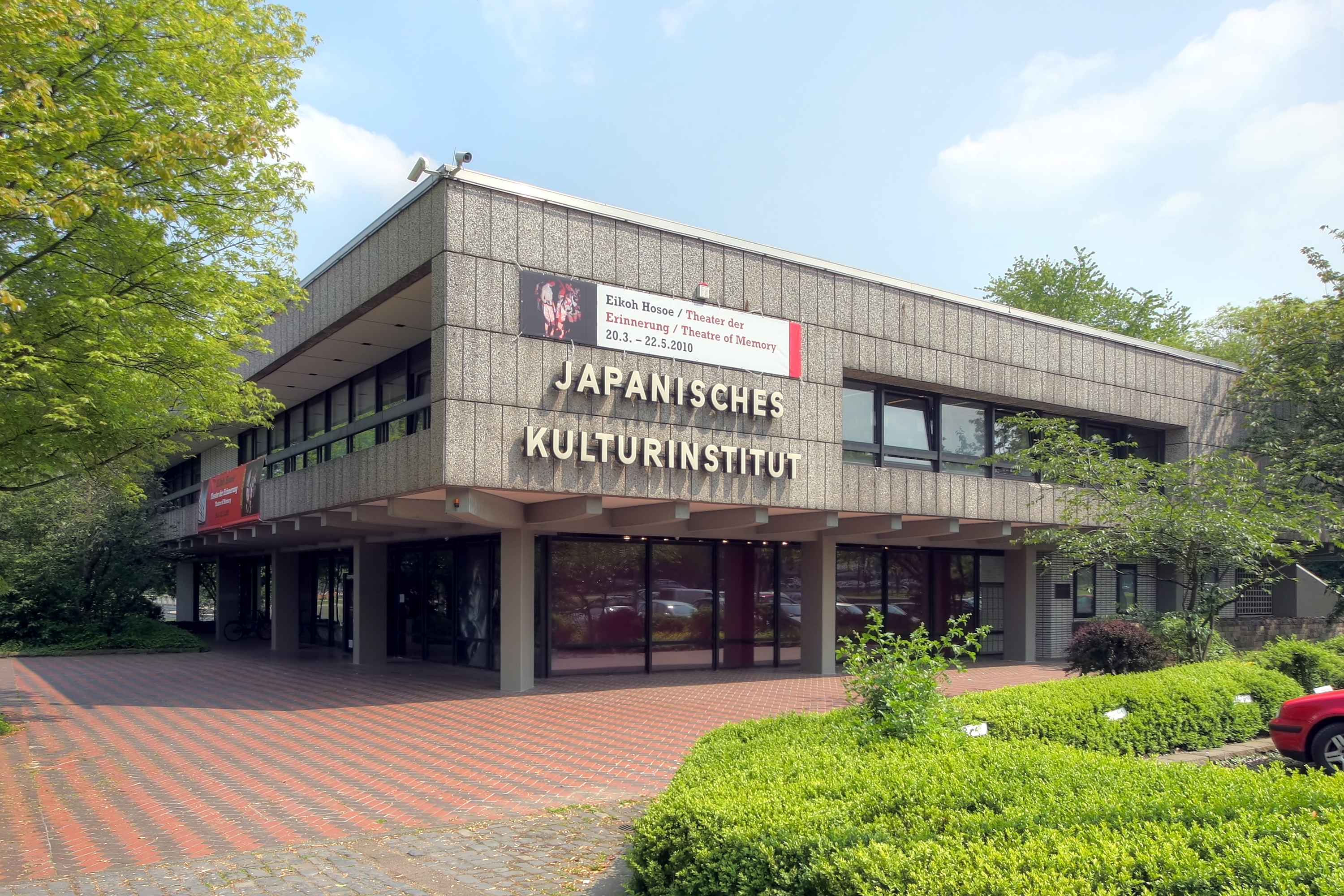
Het "Japanisches Kulturinstitut" in Keulen, Duitsland

De Japan Foundation (国际 交流 基金, Kokusai Koryu Kikin) stimuleert internationale activiteiten van culturele uitwisseling.  De Japan Foundation werd opgericht in 1972 door een wet van het Japanse parlement.  
De stichting is gevestigd in Tokio. Daarnaast zijn er twintig regionale kantoren:
- Australië, Sydney
- Brazilië, São Paulo
- Canada, Toronto
- China, Peking
- Frankrijk, Parijs
- Egypte, Caïro
- Duitsland, Keulen
- Hongarije, Boedapest
- India, New Delhi
- Indonesië, Jakarta
- Italië, Rome
- Maleisië, Kuala Lumpur
- Mexico, Mexico-Stad
- Filipijnen, Manilla
- Zuid-Korea, Seoel
- Thailand, Bangkok
- Verenigd Koninkrijk, Londen
- Verenigde Staten, Los Angeles, New York
- Vietnam, Hanoi